# Гусон
Гусон, раніше також Гусумон (швед. Husån, раніше Husumån) — річка на півночі Швеції, у лені Онгерманланд. Довжина річки становить 85 км, площа басейну  — 580 км² (577,5 км²). На річці побудовано дві ГЕС малої потужності.

## Географія
Водна поверхня річок і озер займає 8,3 % площі басейну річки. Більшу частину басейну річки — 84,6 % — займають ліси, території сільськогосподарського призначення займають 3,3 % площі басейну, болота — 3,4 %. На території басейну є 25 озер. Найбільшими річками басейну є Гусон і Флісбекен (25 км, швед. Flisbäcken), права притока річки Гусон.

## ГЕС
На річці Гусон зведено 2 малих ГЕС з загальною встановленою потужністю 0,2 МВт й з загальним середнім річним виробництвом близько 0,8 млн кВт·год. ГЕС перебувають у приватній власності.
| № | Назва     | Назва швед- ською | Роз- ташуван- ня | Рік введен- ня в дію | Встанов- лена потуж- ність, МВт | Середнє річне вироб- ництво, млн кВт·год |
| - | --------- | ----------------- | ---------------- | -------------------- | ------------------------------- | ---------------------------------------- |
| 1 | Лемеше    | Lemesjö           |                  | 2009                 | 0,132                           | 0,6                                      |
| 2 | Келльфорс | Källfors          |                  | 1945                 | 0,075                           | 0,2                                      |